# フッテージ (映画)
『フッテージ』（原題：Sinister）は2012年のアメリカ映画。イーサン・ホーク主演のサスペンスホラー映画。監督は『エミリー・ローズ』のスコット・デリクソン。フッテージとは、撮影されたままの未編集の映像を指す。原題のSinisterは「邪悪な」の意味がある。

## ストーリー
10年前にベストセラーを執筆して以来、その後全く売れないノンフィクション作家のエリソン（イーサン・ホーク）は、妻トレイシー（ジュリエット・ライランス）と二人の子供と共に、ペンシルヴァニア州郊外の一軒家へ引っ越した。しかしエリソンは、以前そこである事件が起きた事を、家族に伝えていなかった。
その家は、かつてスティーヴンソンという一家が住んでいたが、家族は惨殺され、幼い娘が失踪するという事件が起きていた。エリソンは、事件の真相を調べて本を書き、作家として起死回生を図るために越して来たのだ。
家の屋根裏部屋で5本の8ミリフィルム(フッテージ＝未編集フィルム)と映写機の入った箱を発見するエリソン。「家族一緒に 2011」というタイトルのフィルムを見ると、スティーヴンソン一家が庭で楽しそうに過ごす映像が映し出される。すると突然場面が変わり、大木に一家が縄で吊られ、惨殺される映像が流れる。それは、殺人の実行犯が自ら写した記録フィルムだったのだ。
他のフィルムを見ると、フィルムごとにそれぞれ別な家族の惨殺シーンが写っていた。また映像には、水面に映る不気味な男や、血で書かれた謎の図案も映っていた。さらに、フィルムが入っていた箱のふたの裏側には、それぞれの惨殺場面の絵が描かれており、どの絵にもミスター・ブギーという謎の男が描かれていた。
調べを進めるエリソンは、副保安官（ジェームズ・ランソン）の個人的な協力を得て、半世紀近く前からフィルムに写されてきた殺人事件の資料を入手する。カルト犯罪の専門家、ジョナス教授（ヴィンセント・ドノフリオ）に話を聞くと、現場にあった血染めの図案は、古代バビロニア王朝で行われていた邪教や、儀式に関係することが分かる。
それらの事件には一家が皆殺しにされて、子供がひとり行方不明になるという共通点があった。その犯人を突き止めれば、大ベストセラーとなるに違いない。殺人フィルムの存在を秘密にしたまま、エリソンは調査を進めるが、家の中では次々と不可解な事件が起こり始めた。怯えたエリソンはその家を出ることを決意したが、恐怖の連鎖は収まらず、エリソンの一家に襲いかかるのだった。

## キャスト
（ ）内は日本語吹き替えのキャスト。
- エリソン・オズワルト：イーサン・ホーク（大川透）
- トレイシー・オズワルト：ジュリエット・ライランス（氷上恭子）
- 保安官：フレッド・ダルトン・トンプソン（櫛田泰道）
- 副保安官：ジェームズ・ランソン（松本忍）
- アシュリー・オズワルト：クレア・フォーリー（古木のぞみ）
- トレヴァー・オズワルト：マイケル・ホール・ダダリオ（鍋井まき子）
- ジョナス教授：ヴィンセント・ドノフリオ（櫛田泰道）
- E.M.T.（黒人警官）：ロブ・ライリー（茂木たかまさ）
- ブグール / ミスター・ブギー：ニック・キング

## 評価
本作は批評家から好意的に評価されている。映画批評集積サイトのRotten Tomatoesには154件のレビューがあり、批評家支持63%、平均点は10点満点で6.2点となっている。サイト側による批評家の見解の要約は「『フッテージ』は無数にあるホラー映画のプロットに依存しているが、驚くほど新鮮な恐怖を提供してくれる。」となっている。また、Metacriticには30件のレビューがあり、加重平均値は53/100と平凡なものに留まっている。
バラエティは本作に対して「子供にトラウマを与えるような物語」と賞賛した。ロジャー・イーバートは4つ星満点で3つ星を与え、いくつかの明らかなホラー映画の比喩を批判したうえで、イーサン・ホークのパフォーマンスを賞賛し、本作を「紛れもなく怖い映画」と書いた。